# Asam (priimek)
Asam je priimek več znanih oseb:
- Cosmas Damian Asam (1686—1739), nemški slikar in arhitekt
- Egid Quirin Asam (1692—1750), nemški kipar in arhitekt
- Hans Georg Asam (1649—1711), nemški arhitekt